# 李家春
李家春（1940年7月26日—），生于上海，中国力学家。中国科学院力学研究所研究员。1962年毕业于复旦大学数学系。2003年当选为中国科学院院士。2007年由于在“复杂流动和环境流体力学研究领域”上的贡献获周培源力学奖。曾任科技部“九五”攀登项目“流体和空气动力学关键基础问题研究”首席科学家。